# Donnersberg
Der Donnersberg (lateinisch Mons Jovis, französisch Mont Tonnerre) bei Dannenfels im rheinland-pfälzischen Donnersbergkreis ist mit 686,5 m ü. NHN das höchste Bergmassiv des Nordpfälzer Berglands und der gesamten Pfalz. Die höchste Stelle des mehrere Kuppen aufweisenden Donnersbergmassivs liegt auf dem Gipfel der Felsformation Königsstuhl.
Auf dem bewaldeten Berg befand sich in keltischer Zeit eine Stadtanlage (Oppidum Donnersberg), von der noch der sogenannte „Keltenwall“ zeugt. Neben diesen archäologischen Resten befinden sich auf dem Donnersberg die Reste des Klosters St. Jakob, der Aussichtsturm Ludwigsturm, das Denkmal Adlerbogen, eine ehemalige US-Funkstation und der Sender Donnersberg. Auf den Randlagen des Donnersbergs standen fünf Burgen (siehe Abschnitt Mittelalter bis Neuzeit), die noch als Ruinen vorhanden sind.
Aufgrund seiner einzigartigen Geologie zählt der Donnersberg offiziell zu den bedeutendsten Geotopen Deutschlands.

## Name
Die Herkunft des Namens ist strittig. Nach Meinung mancher Sprachforscher könnte das von Westen her häufig wolkenverhangene Bergmassiv bei den Germanen, die – zunächst nur sporadisch – ab dem 5. nachchristlichen Jahrhundert hier siedelten, dem Wettergott Donar heilig gewesen sein. Der lateinische Name, der Berg des Jupiter bedeutet, ist nachträglich in analoger Übersetzung des deutschen Namens entstanden und geht somit nicht auf die Römerzeit zurück. Bis zur Einwanderung der Germanen hatten im Donnersberggebiet Kelten gelebt, die auch den Ringwall auf dem Berg errichtet hatten (siehe Oppidum Donnersberg). Deshalb leiten andere Sprachforscher den Namen aus der keltischen Bezeichnung dunum für Berg/Hügel ab oder führen die Benennung auf den keltischen Gott Taranis zurück, der die Entsprechung zu Donar darstellte.

## Geographie

### Lage
Der Donnersberg erhebt sich im Nordosten des Nordpfälzer Berglands an der Grenze zum nördlich und östlich gelegenen Rheinhessischen Tafel- und Hügelland. Er liegt – nicht ganz im Mittelpunkt des Städtedreiecks Bad Kreuznach im Nordnordwesten, Kaiserslautern im Südsüdwesten und Worms im Osten – zwischen den Kleinstädten Rockenhausen im Westen und Kirchheimbolanden im Nordosten. Auf der Bergostflanke liegt Dannenfels, südöstlich befinden sich Jakobsweiler und Steinbach, am Massivsüdrand liegt Imsbach, im Massiv Falkenstein, nordwestlich des Bergs Marienthal und nördlich Bastenhaus. Sein auf dem Königsstuhl befindlicher Gipfel erhebt sich etwa 2,1 km westlich von Dannenfels und 2,2 km (jeweils Luftlinie) südöstlich von Marienthal.
Das Donnersbergmassiv hat eine Grundfläche von rund 24 km². In Nordost-Südwest-Richtung ist es zwischen Bastenhaus und Imsbach 7 km lang und in Nordwest-Südost-Richtung zwischen dem Marienthaler Mordkammerhof und dem Steinbacher Wohnplatz Haus Kaiserbusch 4,5 km breit. Sein Gipfel (686,5 m) erhebt sich 344 m über dem Gelände der auf 342,5 m Höhe stehenden Marienthaler Kirche und 410,5 m über jenem der auf 276 m Höhe stehenden Steinbacher Kirche.

Donnersberg aus der Ferne
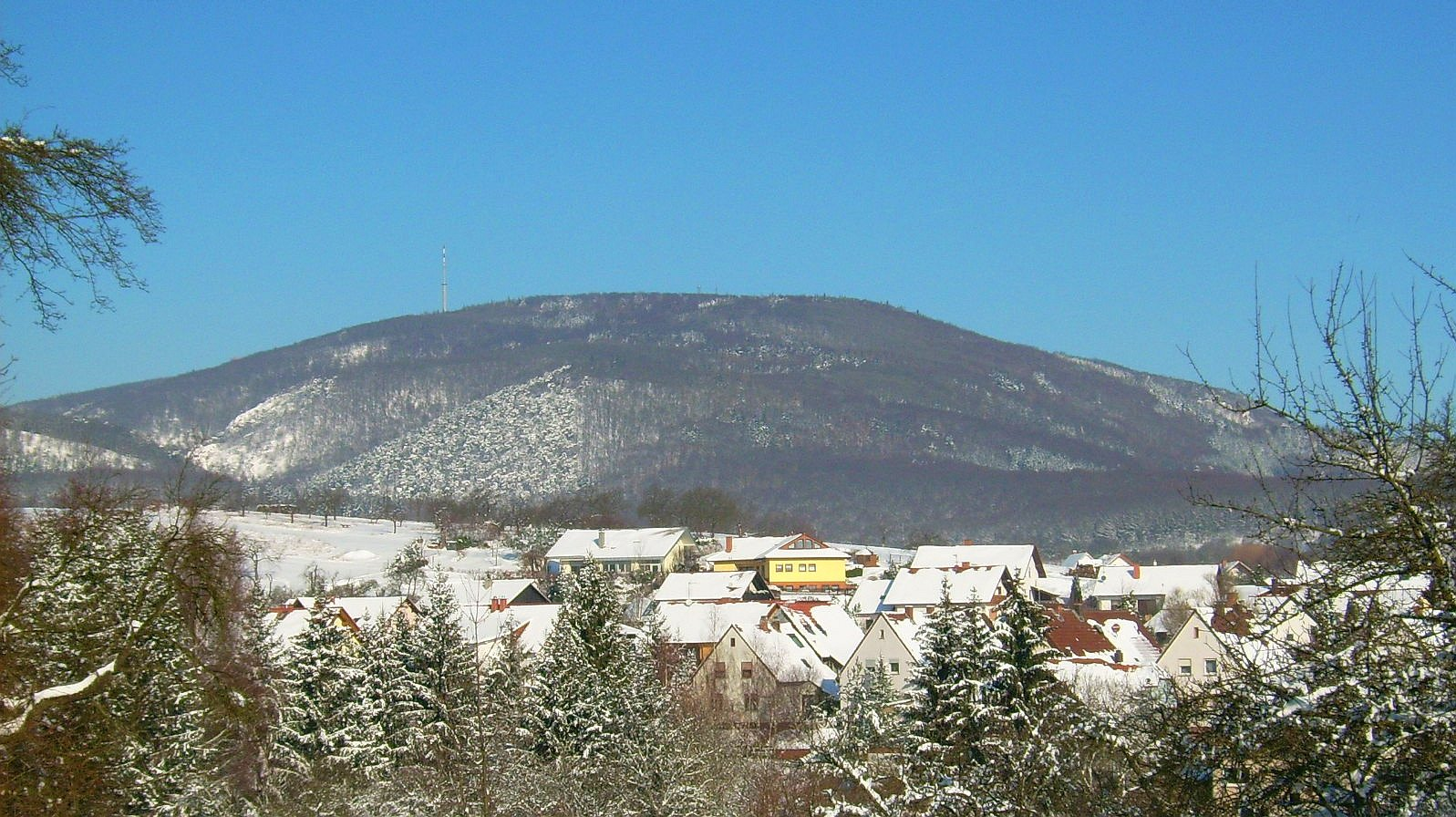
Aus 4 km von Steinbach aus
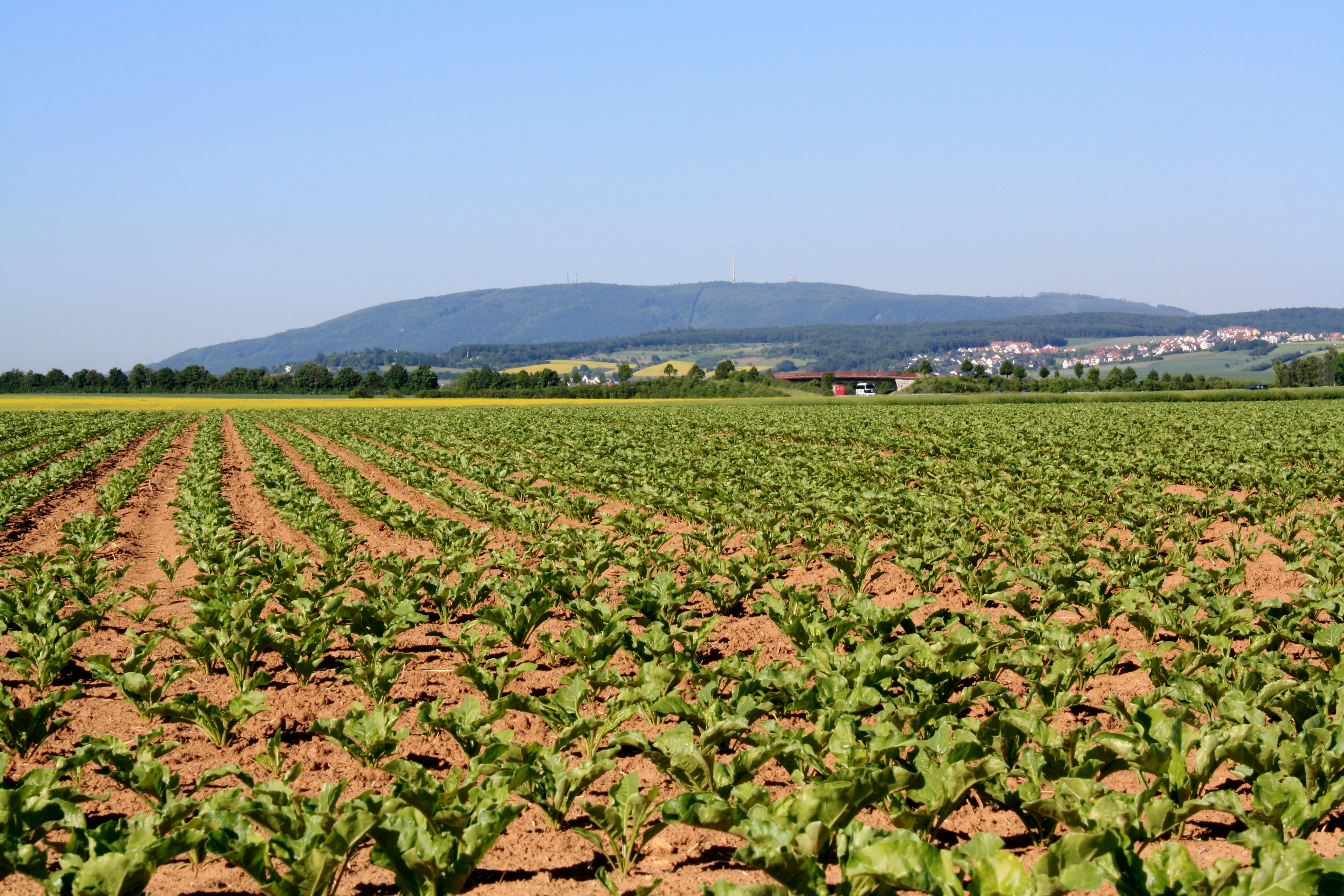
Aus 9 km von Kirchheimbolanden aus
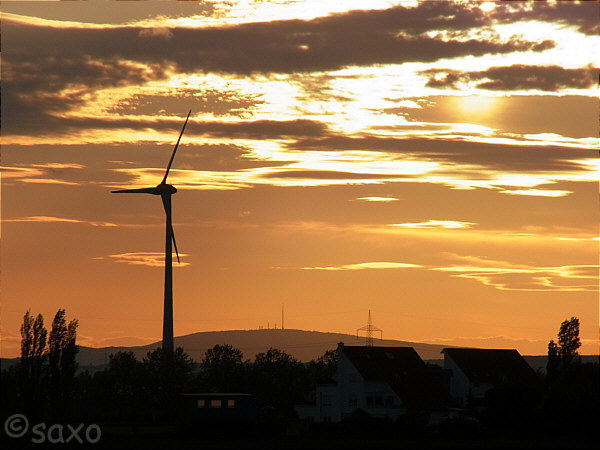
Aus 32 km von Frankenthal aus
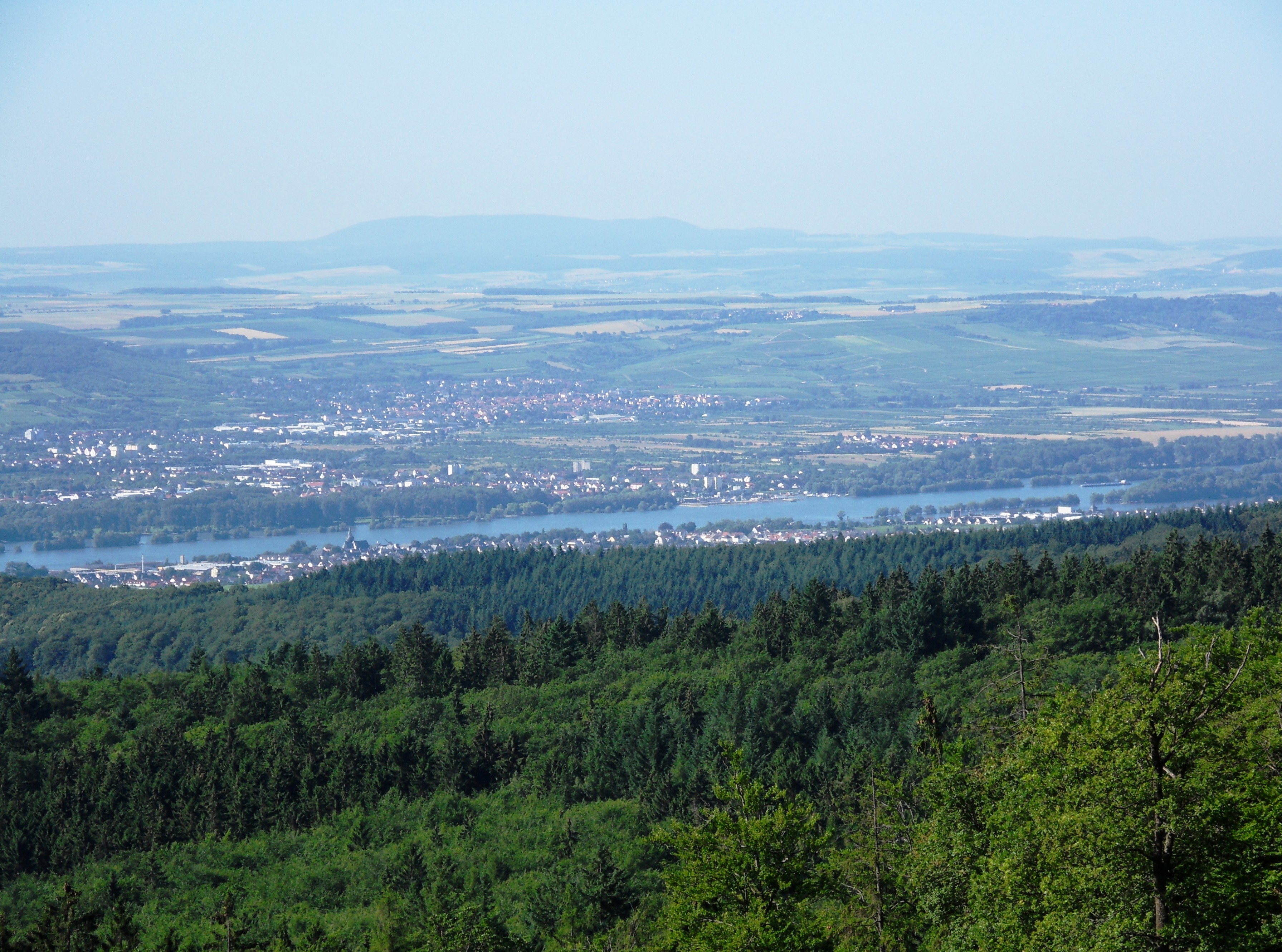
Aus 50 km vom Taunussüdhang aus

### Naturräumliche Zuordnung
Der Donnersberg gehört in der naturräumlichen Haupteinheitengruppe Saar-Nahe-Bergland (Nr. 19), in der Haupteinheit Nordpfälzer Bergland (193) und in der Untereinheit Donnersbergmassiv (193.4) zum Naturraum Hoher Donnersberg und Falkensteiner Berge (193.41), der sich in den Nordostteil Hoher Donnersberg (193.411) und den Südwestteil Falkensteiner Berge (193.410) aufgliedert. Der Hohe Donnersberg liegt in der Gemarkung von Dannenfels, die Falkensteiner Berge verteilen sich auf jene von Marienthal, Börrstadt, Imsbach und Falkenstein. Nach Westen fällt die Landschaft in den Naturraum Westliche Donnersbergrandhöhen (193.40) ab, im Norden schließt sich der Naturraum Bürgerwald (193.42) an, und nach Osten fällt die Landschaft in den Naturraum Dannenfelser Randhügel (193.43) ab.

### Morphologie
Auf dem Hohen Donnersberg erstreckt sich eine etwa 300 Hektar große Hochfläche mit geringem Relief. Die Spitze des Königsstuhls, einer Felsformation am Südwestrand dieses Plateaus, befindet sich auf 686,5 m. Die Berghöhe wird allgemein gerundet auf 686 oder 687 m angegeben. Die Hochebene fällt an ihren Rändern relativ steil ab, besonders steil aber am Nord- und Westhang.
Der südwestliche Teil des Donnersbergmassivs (Falkensteiner Berge) ist hingegen in einzelne Erhebungen gegliedert, die durch tief eingeschnittene Täler voneinander getrennt sind. Zu diesen Erhebungen gehören Gebrannter Berg (651,5 m), Bickberg (559 m), Dorntreiber Kopf (550,6 m), Kübelberg (548,7 m), Hühnerberg (531,4 m), Katharinenberg (497 m) und Schartenrück (474 m).
Neben dem Königsstuhl gibt es noch weitere prominente Felsformationen auf dem Donnersbergmassiv. Dazu gehören Beutelfels, Falkenstein (mit Burgruine Falkenstein), Hahnweiler Beutelfels, Dampfnudelfelsen, Hirtenfels, Hohenfels (mit Burgruine Hohenfels), Kanzel, Langenfels (KD), die Moltkefelsen (mit dem Denkmal Adlerbogen), Rehbockfelsen, Reißender Fels und Tannenfels (mit Burgruine Tannenfels). Manche dieser Felsen dienen als Aussichtspunkte.

### Fließgewässer
Nördlich unterhalb des Königsstuhls entspringt der erst nord- und dann westwärts verlaufende Königsbach, dessen Wasser durch den südwestlich der Felsformation quellenden Mordkammertalbach, der anfangs süd- und danach nordwestwärts fließt, unterhalb von Marienthal den Appelbach erreicht; letzterer mündet in den Rhein-Nebenfluss Nahe. Südsüdöstlich des Königsstuhls entspringt der Wildensteiner Bach, der südostwärts verläuft und unterhalb von Steinbach dem nahen Rhein-Nebenfluss Pfrimm zufließt. Beim Donnersberger Waldhaus, einem Gasthaus, entspringt der Eschbach, dessen erst nord- und dann ostwärts fließendes Wasser über den Gerbach bei Marnheim ebenfalls die Pfrimm erreicht.

## Geologie
Regionalgeologisch wird das Nordpfälzer Bergland, zu dem der Donnersberg gehört, dem Saar-Nahe-Becken zugeordnet, das sowohl räumlich als auch vom Alter der dort auftretenden Gesteine (Rotliegend) zwischen dem nördlich gelegenen Rheinischen Schiefergebirge (älter) und dem sich südlich anschließenden Südwestdeutschen Schichtstufenland (jünger) liegt.
Der Gesteinskörper, der heute den Donnersberg bildet, besteht aus Rhyolith („Quarzporphyr“), einem sauren, chemisch dem Granit ähnlichen Vulkangestein. Er entstand am Übergang vom Unteren zum Oberen Rotliegend und repräsentiert nur eines von zahlreichen vulkanischen Objekten des für Mitteleuropa typischen sauren, rotliegendzeitlichen Vulkanismus. Jedoch handelte es sich seinerzeit nicht um einen „echten“ Vulkan, der Magma bis an die damalige Landoberfläche förderte und dort ausstieß. Stattdessen blieben die im Bereich des Nordpfälzer Berglands aus dem Erdinneren aufsteigenden sauren Magmamassen aufgrund ihrer hohen Zähflüssigkeit noch unterhalb der Erdoberfläche stecken und bildeten dort sogenannte subvulkanische Intrusionen. Erst durch Erosion der auflagernden Rotliegend-Schichten wurde diese Intrusion freigelegt. Daher wird das Donnersbergmassiv auch als Kryptodom bezeichnet.
Aufgrund seiner einzigartigen Geologie wurde der Donnersberg 2019 in die Liste Nationaler Geotope aufgenommen, er zählt damit zu den bedeutendsten Geotopen Deutschlands.
In verschiedenen Steinbrüchen wird der Rhyolith zur Verwendung im Straßenbau gewonnen. Im Südwesten des Donnersbergmassivs bei der Ortsgemeinde Imsbach finden sich hydrothermale Mineralisationen, auf die intensiver Erzbergbau betrieben wurde, zum Beispiel in den aufgelassenen Kupfergruben Katharina I und Katharina II. Die Gruben liegen nordwestlich von Imsbach am Westhang des Schartenrücks.

## Flora und Fauna
Der Donnersberg ist heute gänzlich bewaldet, überwiegend mit Laubholz, davon etwa 50 % Buchen und 25 % Birken. Bei den Nadelbäumen herrschen Fichten und Kiefern vor. Bemerkenswert ist in der östlichen Randlage ein großer Bestand an Edelkastanien. Diese Baumart kam mit den Römern um die christliche Zeitenwende herum in die Pfalz.
An wildlebenden Säugetieren sind neben Wildschweinen, Rehen, Füchsen und Hasen auch europäische Mufflons anzutreffen.

## Geschichte

### Kelten- und Germanenzeit
Auf dem Hochplateau des Bergs befinden sich die Reste einer zweigeteilten keltischen Stadtanlage (Oppidum), die von einem Ringwall mit insgesamt 8,5 km Länge eine der größten dieser Art nördlich der Alpen war. Sie wurde in der Latènezeit, etwa 150 v. Chr., errichtet und nahm eine Fläche von 240 Hektar ein, wobei am östlichen Hauptwerk eine Mauerhöhe von etwa 4 m nachgewiesen ist. Ein kleines Teilstück, das sich etwa 170 m (Luftlinie) nordöstlich des Ludwigsturms auf 662,5 m Höhe befindet, wurde rekonstruiert. Die gesamte Anlage wurde etwa 50 v. Chr. auf friedlichem Wege geräumt.
Sporadisch ab dem 5. und auf Dauer etwa ab dem 7. Jahrhundert siedelten im Donnersberggebiet Völker germanischer Herkunft. Spuren auf dem Berg hinterließen sie nicht.

### Mittelalter bis Neuzeit

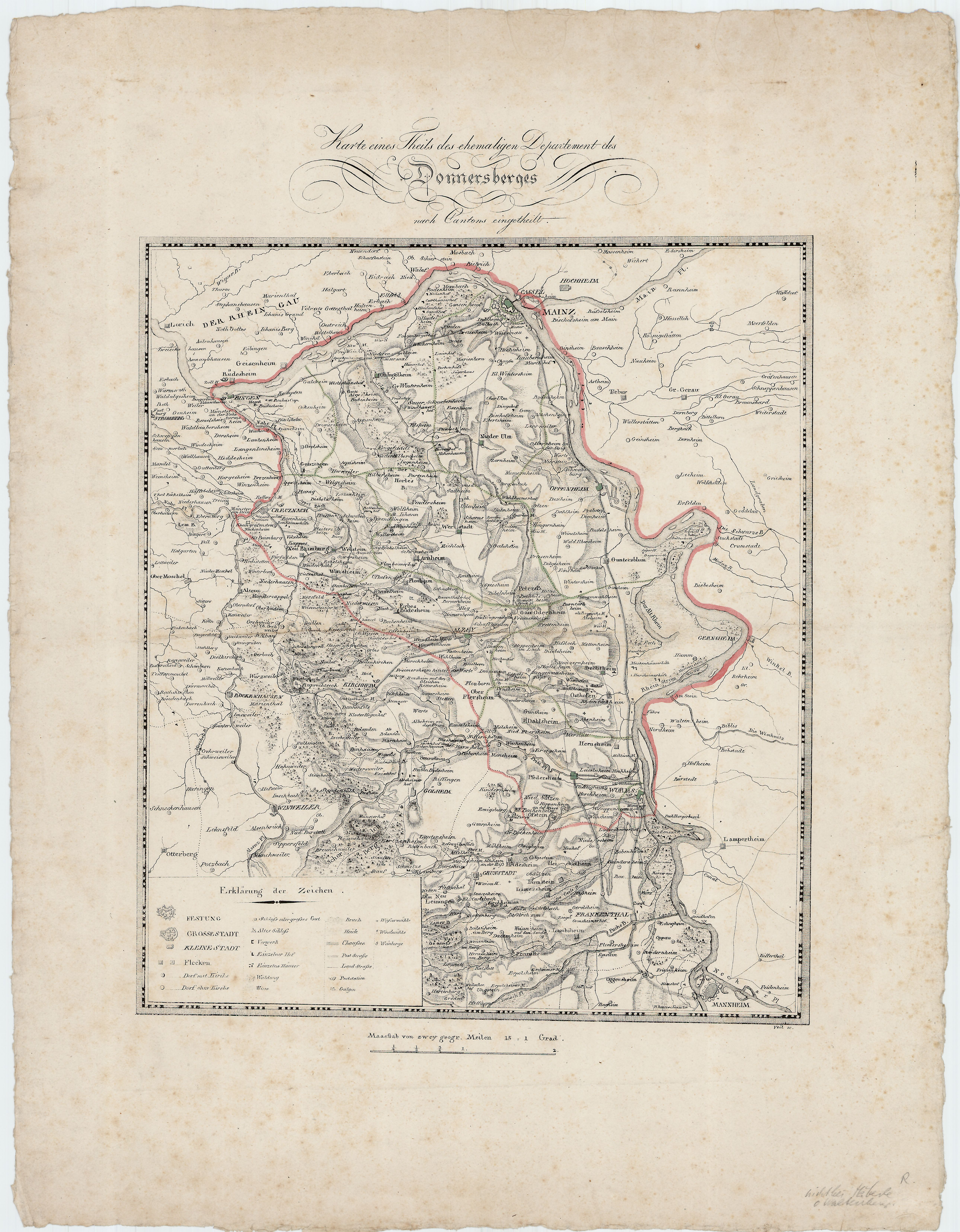
Historische Karte des Departements Donnersberg

Die fünf Burgen Falkenstein, Hohenfels, Ruppertsecken, Tannenfels und Wildenstein, die den Donnersberg im Mittelalter umgaben oder auf seinen Ausläufern standen, unterstreichen seine strategische Bedeutung. Sie sind heute alle Ruinen.
1370 übergab Heinrich II. von Sponheim-Bolanden dem Orden der Pauliner-Eremiten die alte, auf dem Gipfel des Donnersbergs gelegene, St. Jakobus geweihte Einsiedlerkapelle, nebst Ländereien und zugehörigen Gebäuden, um dort das Kloster St. Jakob zu gründen. Dies war schon ein Plan seines Vaters Philipp von Sponheim-Bolanden gewesen. 1371 schenkte er alle genannten Liegenschaften diesem Kloster als Seelgerät für sich, seine Gattin Adelheid, sowie für alle ihre Vorfahren und Nachkommen, mit zwei ewigen Messen als Jahrzeiten. Die Mönche rodeten das Gelände im Bereich des ehemaligen Ringwalls und bewirtschafteten es zur Eigenversorgung. Um 1554, nach der Reformation, wurde das Kloster aufgelöst und in ein landwirtschaftliches Hofgut (mit 70 Hektar Acker- und Wiesenland) umgewandelt, welches bis 1854 in Betrieb war. Danach kaufte das Königreich Bayern das gesamte Areal auf und ließ es aufforsten. In diesem Bereich befindet sich heute die Gaststätte Waldhaus, in der Reste aus der Klosterkirche eingemauert sind.

### Berg als Namensgeber
Der Donnersberg war nach 1797/98 Namensgeber für das französische Departement Donnersberg (Département du Mont-Tonnerre) und 1969 für den heutigen rheinland-pfälzischen Donnersbergkreis.

## Bauwerke
Zu den Bauwerken auf dem Donnersberg gehören außer den fünf Burgen bzw. Burgruinen an seinen Randlagen – siehe Abschnitt Mittelalter bis Neuzeit – folgende, die nach dem Jahr ihrer Errichtung bzw. Fertigstellung sortiert sind:

### Ludwigsturm
Etwa 860 m östlich des Königsstuhls steht der 26,9 m hohe Ludwigsturm. Er wurde 1864/65 auf 674,5 m Höhe erbaut. Vom Aussichtsturm reicht die Rundumsicht über weite Teile Rheinhessens und in das Nordpfälzer Bergland sowie jeweils bis zum Pfälzerwald, Hunsrück, Taunus, Odenwald und Schwarzwald. Im Osten ist das rund 31 km entfernte Worms mit dem Wormser Dom und im Nordosten die etwa 77 km (jeweils Luftlinie) entfernte Skyline von Frankfurt am Main zu sehen.

### Donnersberger Waldhaus und Keltenhütte

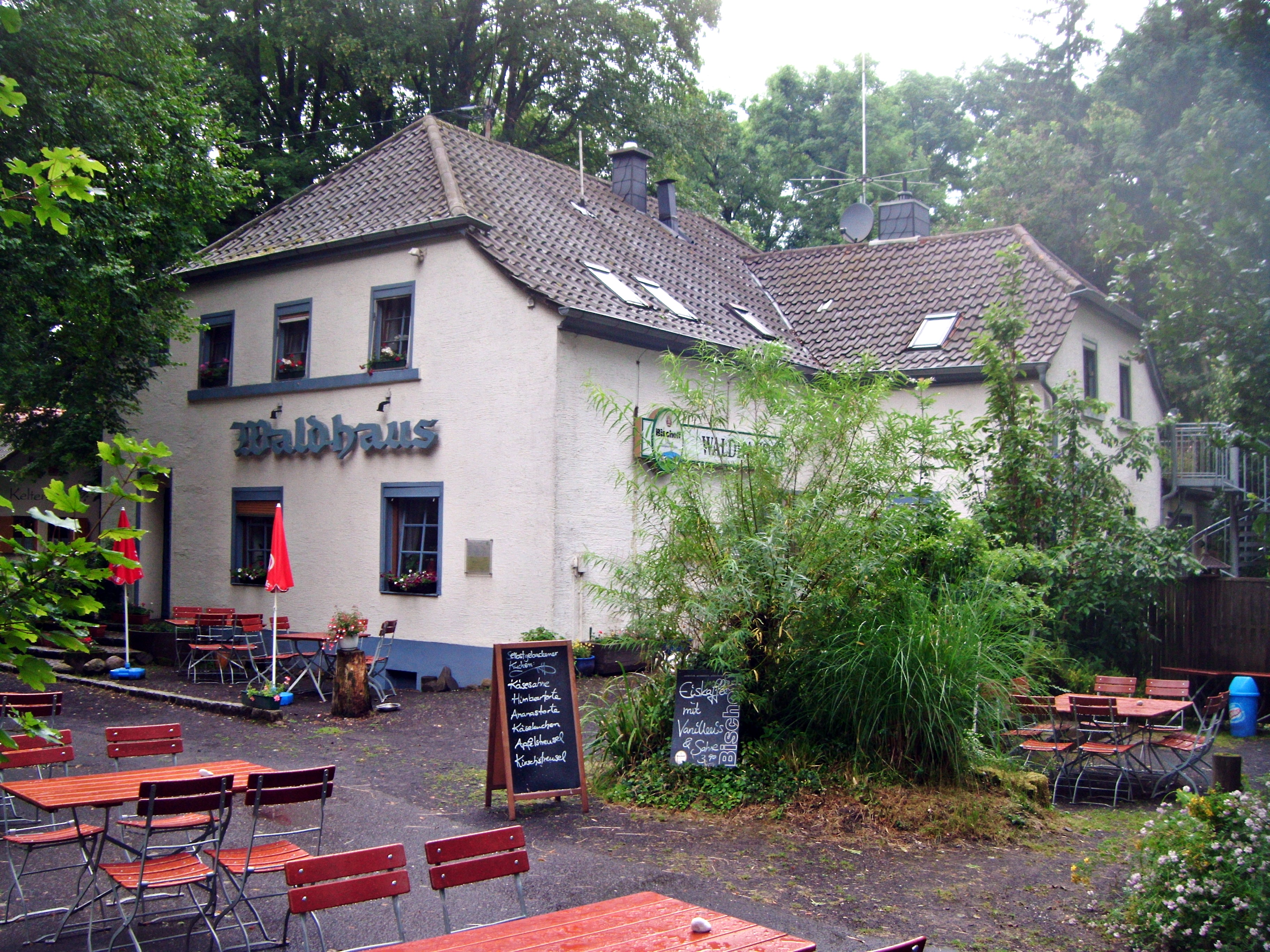
Donnersberger Waldhaus

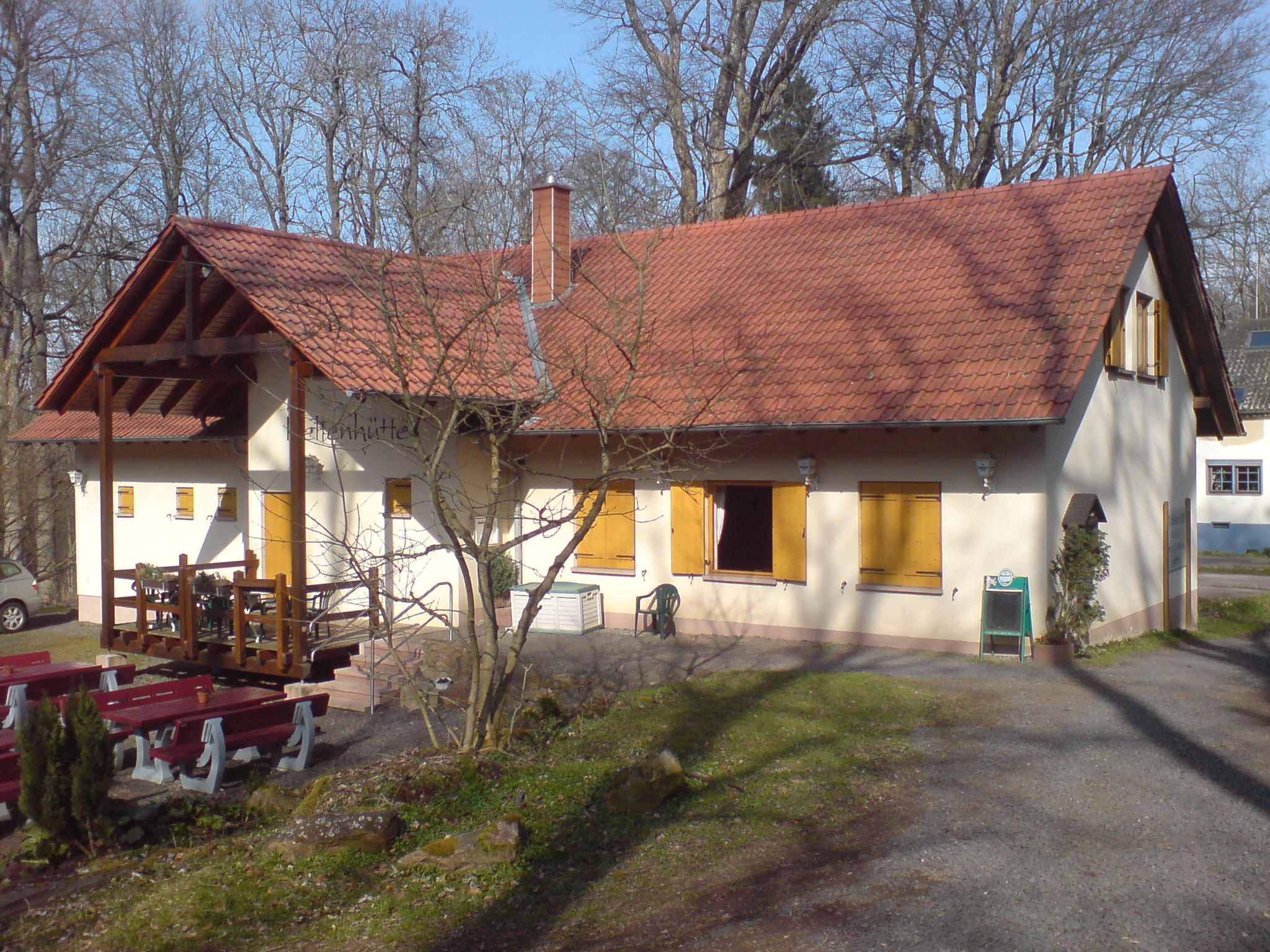
Keltenhütte

Für Ausflügler gibt es auf dem Donnersberg von ursprünglich zwei Gaststätten nur noch eine:
Anfang des 20. Jahrhunderts wurde auf etwa 655 m Höhe an der Stelle, wo vormals das Hauptgebäude des Klosters St. Jakob stand, das Donnersberger Waldhaus errichtet, das auch Haus Donnersberg oder Pfälzer Waldhaus genannt wurde. Seit November 2017 ist es geschlossen.
Bei den Parkplätzen nahe dem Ludwigsturm steht die an den Wochenenden und an Feiertagen bewirtschaftete Keltenhütte des Pfälzerwald-Vereins, Ortsgruppe Kirchheimbolanden.

### Sender Donnersberg und US-Funkstation

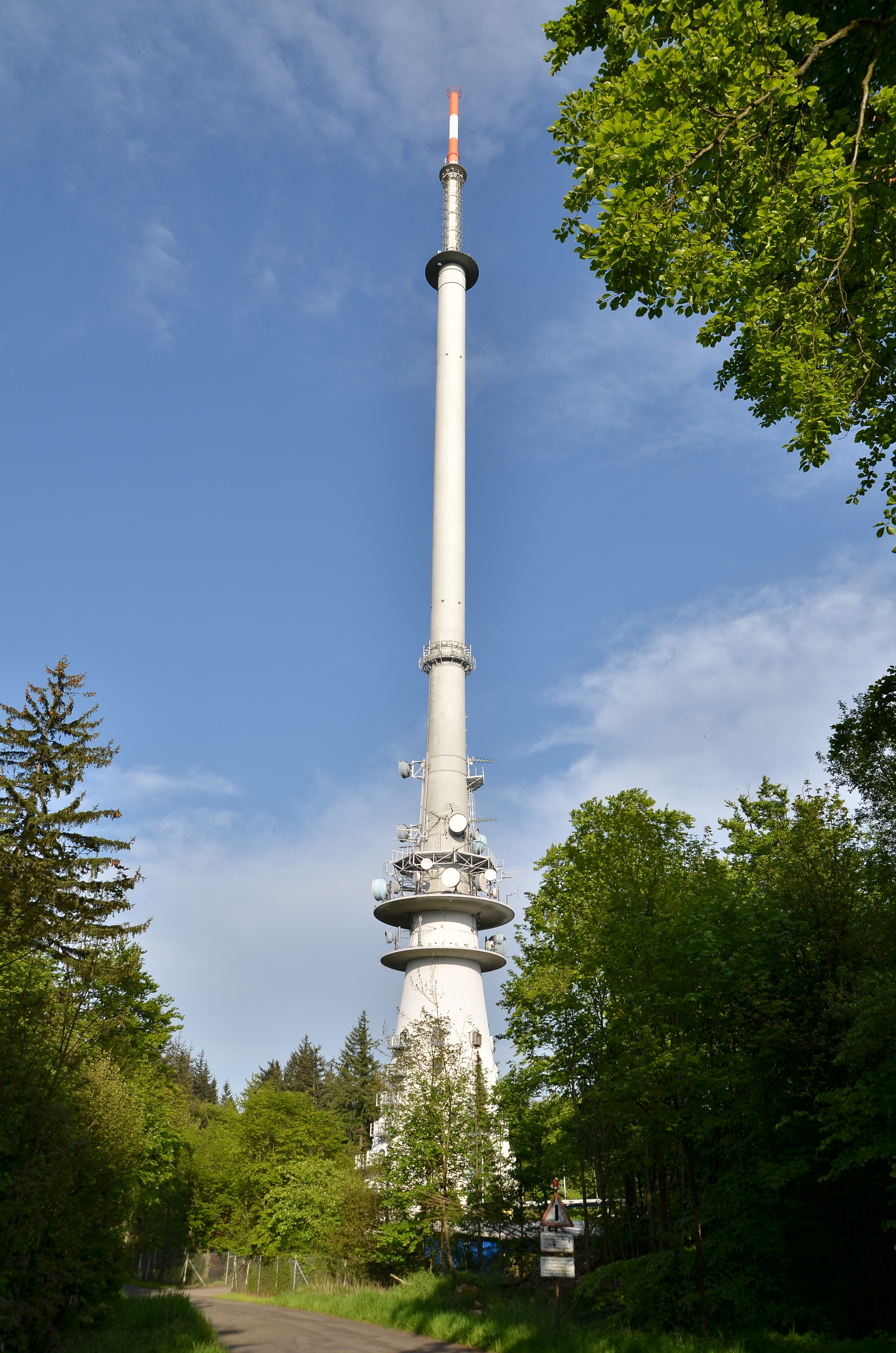
Sender Donnersberg

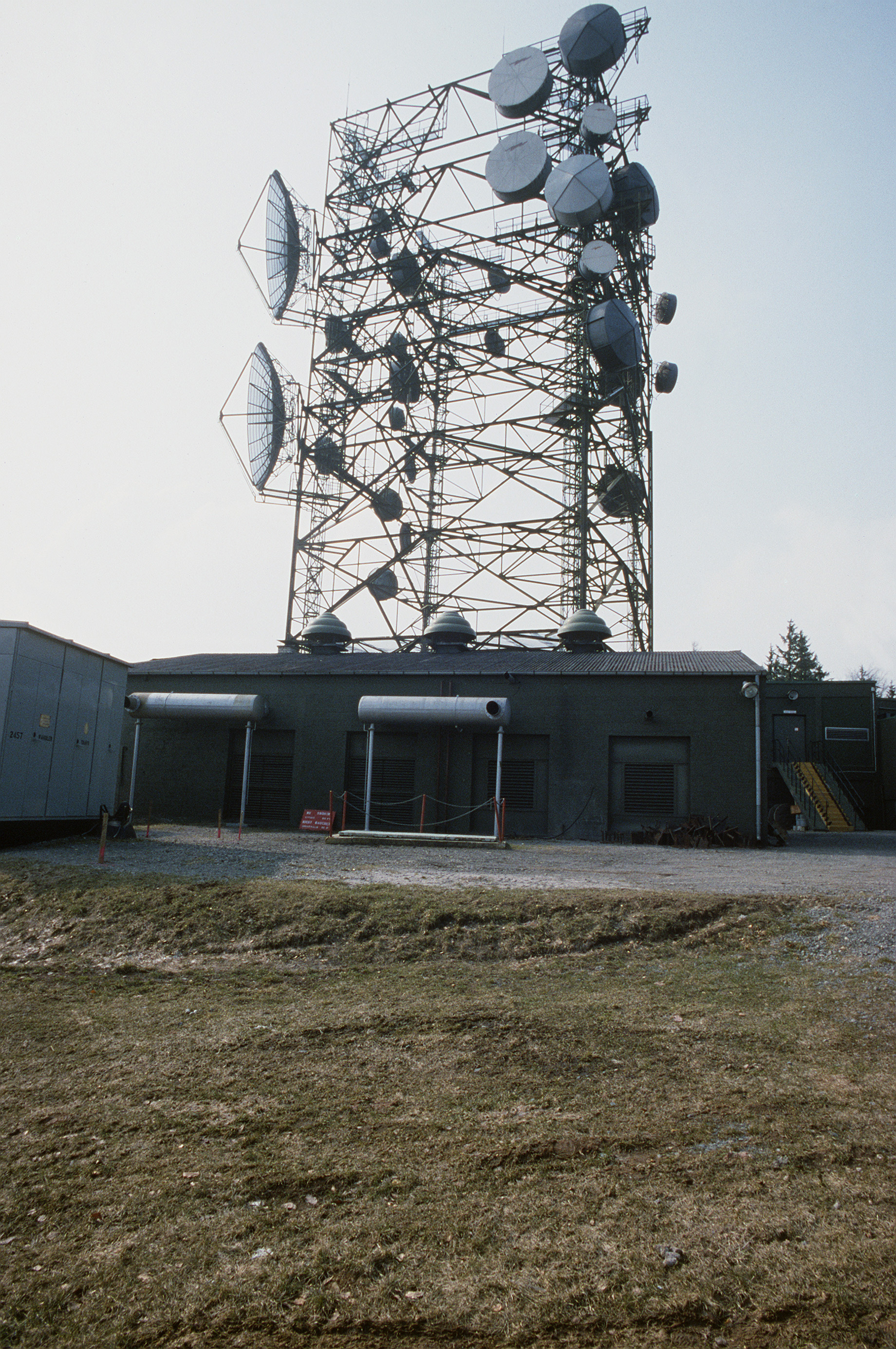
Die Funkstation der US-Streitkräfte 1986

Etwa 660 m östlich des Königsstuhls befindet sich der 1961/62 errichtete Sender Donnersberg. Sein 204,82 m hoher Fernmeldeturm in Stahlbetonbauweise steht neben einer 673,5 m hohen Stelle etwa 3 m tiefer. Er dient als Grundnetzsender für UKW-Rundfunk und Fernsehen und versorgt Großteile der Pfalz (ohne die Südpfalz), die Nahe-Region, Rheinhessen, den Rhein-Neckar-Raum sowie das Rheintal zwischen Speyer / Bruchsal und Wiesbaden.
Etwa 300 m östlich des Königsstuhls wurde nach dem Zweiten Weltkrieg auf einer etwa 685 m hohen Stelle des Donnersbergs für die US Army die größte Funkstation Westeuropas erstellt, die insbesondere in den Zeiten des Kalten Krieges eine herausragende Bedeutung für die Verbindung in die USA hatte und maßgeblich auch an der Fernsehübertragung der Mondlandung 1969 in Deutschland beteiligt war. Die Funkstation wurde im Oktober 2011 aufgegeben, das Gelände kam an die Bundesanstalt für Immobilienaufgaben. Nach einer Ausschreibung erwarb Anfang 2015 das saarländische Telekommunikationsunternehmen Inexio das Areal.
Eine weitere Sendestation, die etwa 650 m südöstlich vom Turm des Senders Donnersberg auf der Anhöhe Signal (678,6 m) lag, wurde bereits früher einer zivilen Nutzung zugeführt. Die Masten dienen heute als Richtfunkstationen der Pfalzwerke.

## Schutzgebiete
Auf dem Donnersberg liegt ein Großteil des Landschaftsschutzgebiets Donnersberg (CDDA-Nr. 320399; 1978 ausgewiesen; 50,26 km² groß). Vom Königsstuhl in Richtung Südosten erstreckt sich entlang des Wildensteiner Bachs das Naturschutzgebiet Spendel-Wildenstein (CDDA-Nr. 82610; 1940; 1,45 km²), auf der Bergnordflanke liegt nahe dem Weiler Bastenhaus das NSG Eschdell (CDDA-Nr. 81626; 1981; 8 ha), und auf südwestlichen Randlagen des Bergmassivs befinden sich die Naturschutzgebiete Beutelfels (CDDA-Nr. 81391; 1981; 60 ha) und Schelmenkopf-Falkenstein (CDDA-Nr. 165379; 1985; 65 ha). Auf dem Massiv breiten sich auch Großteile des Fauna-Flora-Habitat-Gebiets Donnersberg (FFH-Nr. 6313-301; 80,82 km²) aus.

## Sport
Alljährlich im Februar ist der Donnersberglauf der erste von mehreren Läufen des Pfälzer Berglaufpokals. Er führt über eine Strecke von 7200 m bei einer kumulierten Steigung von 418 m. Ebenfalls jedes Jahr findet seit 2010 mit dem Rockie-Mountain-Lauf Anfang April ein weiterer Lauf auf den Donnersberg statt. Dieser führt von Westen über etwa 13 km und 560 Höhenmeter auf die Gipfelregion. Er wird auf dem Marktplatz in Rockenhausen gestartet und ist ebenfalls Teil des Pfälzer Berglaufpokals. Auch bei Mountainbikern ist der Berg beliebt. Auf den Hochlagen gibt es im Winter Langlaufloipen, die auf etwa 550 m Höhe gespurt werden und Längen von wahlweise 5 oder 10 km haben.
Zudem wird der Donnersberg ganzjährig zum Gleitschirm- und Drachenfliegen genutzt. Mit den Fluggeräten ohne Motor wird am Hang gestartet, mögliche Startrichtungen sind Nordost und Südost. Die Startrampe für Nordost liegt oberhalb der Gemeinde Dannenfels beim Bärenloch, der Startplatz für Südost befindet sich an den Moltkefelsen beim Adlerbogen. Im Sommer kann bei guter Thermik vom Donnersberg bis ins Saarland oder nach Frankreich geflogen werden.

## Verkehr und Wandern
Die An- und Abfahrt auf das Plateau des Donnersbergs erfolgt auf der Landesstraße 394 von Dannenfels im Osten sowie jeweils auf der L 386 von Marienthal im Westen oder Kirchheimbolanden im Nordosten; am Dannenfelser Weiler Bastenhaus trifft die L 394 auf die L 386. Dort zweigt auf 459,3 m Höhe von der L 394 die steil aufwärts auf die Berghochlagen führende und teils kurvige Kreisstraße 82 ab. Diese Straße trifft auf 645 m Höhe auf die K 51, die als Einbahnstraße kurvenreich auf der Ostflanke des Bergs hinab nach Dannenfels führt und somit dorthin eine zusätzliche Rückfahrtmöglichkeit bietet. Etwas südlich der Stelle, wo beide Straßen aufeinanderstoßen, liegen nahe dem Ludwigsturm zwei Parkplätze; hier steht die Keltenhütte. Zudem verkehrt von Kirchheimbolanden, wo die Donnersbergbahn endet, an Wochenenden von Mai bis Oktober eine sogenannte Ausflugsbuslinie (Wanderbus) zum Donnersberg, an Sonn- und Feiertagen auch vom Bahnhof Winnweiler an der Alsenztalbahn.
Zum Beispiel an vorgenannten Straßen beginnend kann der Donnersberg auf zahlreichen Waldwegen und -pfaden erwandert werden. Über den Berg führen der Europäische Fernwanderweg E8, der sich hier in die Nordvariante (Donnersberg–Lautertaler Felsenmeer–Königstuhl) und Südvariante (Donnersberg–Eschkopf–Königstuhl) aufteilt, der Pfälzer Höhenweg, der die Gipfelfelsformation des Königsstuhls passiert, der Fernwanderweg Donnersberg–Donon, der Fernwanderweg Nahegau-Wasgau-Vogesen und der Fernwanderweg Staudernheim–Soultz-sous-Forêts. Teile des Keltenwalls und die Viereckschanze können auf dem Keltenweg erwandert werden, der entlang der östlichen Hauptwallanlage verläuft.